# Azoricidae
Azoricidae é uma família de esponjas marinhas da ordem Lithistida.

## Gêneros
- Desmascula de Laubenfels, 1950
- Jereicopsis Lévi e Lévi, 1983
- Leiodermatium Schmidt, 1870